# Pachycondyla elisae
Pachycondyla elisae är en myrart som först beskrevs av Auguste-Henri Forel 1891.  Pachycondyla elisae ingår i släktet Pachycondyla och familjen myror.

## Underarter
Arten delas in i följande underarter:
- P. e. divaricata
- P. e. elisae
- P. e. redbankensis
- P. e. rotundata

## Bildgalleri